# Art Blakey
Arthur „Art” Blakey vel Abdullah Ibn Buhaina (ur. 11 października 1919 w Pittsburghu, zm. 16 października 1990 w Nowym Jorku) – amerykański perkusista i kompozytor jazzowy, lider zespołu Jazz Messengers. Obok Kenny'ego Clarke'a i Maxa Roacha współtwórca nowoczesnego, bebopowego stylu gry na perkusyjnym zestawie jazzowym. Uważany również za jednego z najwybitniejszych przedstawicieli amerykańskiego hard bopu. Jego styl, pełen bluesowych i funkowych inspiracji wywarł olbrzymi wpływ zarówno na współczesnych mu jak i późniejszych twórców jazzowych.

W przeciągu 30 lat w zespole Blakeya zagrało bardzo wielu muzyków, którzy sami mieli się w przyszłości stać znaczącymi postaciami w świecie jazzu; byli wśród nich: Jackie McLean, Clifford Brown, Freddie Hubbard, Wayne Shorter, Curtis Fuller, Donald Byrd, Cedar Walton, Lee Morgan, Hank Mobley, Johnny Griffin, Benny Golson, Bobby Timmons, Jymie Merritt, Chuck Mangione, John Gilmore, Woody Shaw, Wynton Marsalis, Branford Marsalis, Gary Bartz, Keith Jarrett, Joanne Brackeen, Brian Lynch, James Williams, Mulgrew Miller, Benny Green, Donald Harrison, Terence Blanchard, czy John Hicks. Nierzadko wkład Blakeya w dziedzinę jazzu ocenia się w odniesieniu do ilości artystów kolejnych pokoleń, którzy stawiali pierwsze kroki w Jazz Messengers.

## Początki kariery
W latach 40. Blakey był perkusistą w zespołach Mary Lou Williams, Fletchera Hendersona i Billy'ego Eckstine'a. U progu lat 50. w czasie podróży do Afryki stał się wyznawcą islamu i przybrał imię Abdullah Ibn Buhaina, które dało mu później przydomek "Bu". Wydarzenie to było wielokroć przedmiotem ożywionej dyskusji: wydaje się, że Art Blakey nigdy nie opuszczał w tym okresie Stanów Zjednoczonych.
Na przełomie lat 40. i 50. był już uznanym perkusistą grającym w najlepszych zespołach, m.in. Milesa Davisa, Buda Powella i Theloniousa Monka. Owocna współpraca z tym ostatnim trwała blisko ćwierć wieku — od sesji w 1947 dla Blue Note Records aż do ostatniego wejścia Monka do studia w Londynie w 1971.

## Jazz Messengers
Za początki Jazz Messengers należy uznać współpracę Blakeya z Horace'em Silverem w połowie lat 50., chociaż nazwa zespołu jako taka jeszcze nie funkcjonowała. Najbardziej znanym utworem grupy określającej się wówczas jako The Art Blakey Quintet jest "A Night at Birdland" z lutego 1954. W nagraniu poza Blakeyem i Silverem udział wzięli również młody trębacz Clifford Brown, saksofonista altowy Lou Donaldson oraz kontrabasista Curly Russell.
Nazwa Jazz Messengers pojawiła się po raz pierwszy w roku 1954 jako nazwa kompozycji Horace'a Silvera. W następnym roku muzycy zasłynęli nagraniem "The Jazz Messengers at the Cafe Bohemia" a dwa lata później, w 1956 kwintet w składzie: Blakey, Horace Silver, Donald Byrd, Doug Watkins i Hank Mobley nagrał całą płytę dla Columbia Records zatytułowaną po prostu The Jazz Messengers.

Po tym jak drogi muzyków rozeszły się w 1957 — Silver, Mobley, Byrd i Watkins utworzyli niezależny kwintet z różnymi, zmieniającymi się perkusistami — Blakey zaadaptował nazwę dla potrzeb swojego projektu ochrzczonego odtąd mianem Art Blakey and the Jazz Messengers.
Dwie konfiguracje muzyków Jazz Messengers zasługują na szczególną uwagę; w obu obok Blakeya najważniejszą rolę odegrał saksofonista Wayne Shorter. W latach 1959–1961 wraz z Blakeyem i Shorterem grali Jymie Merritt, Lee Morgan i Bobby Timmons. W roku 1961 Jazz Messengers stało się sekstetem po tym jak do grupy dołączył puzonista Curtis Fuller a Freddie Hubbard i Cedar Walton zastąpili Morgana i Timmonsa. Shorter przez cały ten okres był dyrektorem artystycznym grupy a wiele z jego kompozycji, jak choćby "Lester Left Town" stało się przebojami na długo kojarzonymi z bandem Blakeya i zagościło na stałe w repertuarze grupy nawet po tym, jak saksofonista opuścił Jazz Messengers. Olbrzymią popularność przyniosły też zespołowi wielokrotnie rearanżowane utwory "Moanin'" Timmonsa, i "Along Came Betty" Golsona.
Eksperymentalne inklinacje Shortera nieustannie pchały grupę w stronę granic jazzu ale kompozytor ani na chwilę nie odcinał się od bogatej bebopowej tradycji. Album Free for All (1964), postrzegany jako ukłon w stronę Coltrane'a stanowi ukoronowanie ambicji Shortera i uważany jest zarówno za jedno z największych osiągnięć grupy Blakeya jak i przykład najwyższej klasy hard bopu w ogóle.

## Schyłek
W przeciągu swojej kariery Blakey zagrał na dziesiątkach albumów, głównie z różnymi, nieustannie zmieniającymi się składami Jazz Messengers. Duża rotacja muzyków w jazzowych bandach była i jest raczej oczywistą normą niż czymś szczególnym (wyjątkami były raczej zespoły w których dokładnie ci sami muzycy grali ze sobą przez kilka lat). Blakey kładł jednak na ciągłe odświeżanie zespołu nacisk szczególny. Na nagraniu "A Night at Birdland" (1954) mówi: "Zawsze zostanę z młodymi. Kiedy ci dorosną – poszukam sobie młodszych. To zapewnia sprawność umysłu ".
Lata 60. i 70., za sprawą coraz bardziej popularnego fusion, nie okazały się dla grupy szczególnie łaskawe a nagrania z tego okresu nie cieszyły się popularnością, której Blakey doświadczał w latach 50. Szczęśliwie Jazz Messengers złapali wiatr w żagle w końcu lat 70., gdy gusta publiczności ponownie zwróciły się w stronę tradycyjnego jazzu, a dyrektorem artystycznym zespołu został genialny, grający na trąbce Wynton Marsalis.
Blakey koncertował i nagrywał do końca lat 80. Zmarł w 1990 roku w Nowym Jorku. Pozostawił po sobie niezliczone nagrania i wielu wychowanków, którym było dane grać w Jazz Messengers. Poza nagraniami z Messengers można go usłyszeć na między innymi na albumach Jimmy'ego Smitha, Herbiego Nicholsa, Cannonballa Adderleya, Sonny'ego Rollins'a, Milesa Davisa, Granta Greena oraz Lee Morgana i Hanka Mobleya. Dwaj ostatni zaczynali kariery jak członkowie grupy Blakeya.

## Nagrody i wyróżnienia
- 1970 Jazz Mobile Development and Preservation of Jazz
- 1976 Newport Jazz Festival
- 1981 Downbeat Reader's Choise Award
- 1982 Smithsonian Certificate of Appreciation
- 1982 Lee Morgan Memorial Award
- 1982 Jazz Hall of Fame Honorowe Członkostwo
- 1984 Nagroda Grammy Najlepszy Zespół Jazzowy za album New York Scene
- 1986 Jazznote Award
- 1987 Doctorate of Music (Berklee College of Music)
- 1988 NEA Jazz Masters Award[2]
- 1991 Martin Luther King Humanitarian Award
- 2001 Grammy Hall of Fame Honorowe Członkostwo za album Moanin'
- Pittsburgh Jazz Festival Award
- 2005 Grammy Lifetime Achievement Award (nagrodzony pośmiertnie w uznaniu zasług)

## Wybrana dyskografia
- 1954: Night at Birdland Vol. 1 (na żywo, jako "The Art Blakey Quintet") (Blue Note)
- 1954: A Night at Birdland Vol. 2 (na żywo, jako "The Art Blakey Quintet") (Blue Note)
- 1955: At the Cafe Bohemia, Vol. 1 (na żywo, jako "The Jazz Messengers") (Blue Note)
- 1955: At the Cafe Bohemia, Vol. 2 (na żywo, jako "The Jazz Messengers") (Blue Note)
- 1956: The Jazz Messengers (Columbia)
- 1957: Art Blakey's Jazz Messengers with Thelonious Monk (Atlantic/Rhino)
- 1957: Orgy in Rhythm (Blue Note)
- 1958: Moanin' (Blue Note)
- 1958: 1958 Paris Olympia (Fontana)
- 1958: Des Femmes Disparaissent/Les Tricheurs (Fontana)
- 1959: At the Jazz Corner of the World (live) (Blue Note)
- 1959: Live in Stockholm 1959 (DIW)
- 1959: Live in Stockholm 1959 (Dragon) — recorded on the same day as the previous disc
- 1960: Les Liaisons Dangereuses 1960 (Fontana)
- 1960: The Big Beat (Blue Note)
- 1960: Unforgettable Lee! (Fresh Sound)
- 1960: A Night in Tunisia (Blue Note)
- 1960: More Birdland Sessions (Fresh Sound)
- 1960: Live in Stockholm 1960 (Dragon)
- 1960: Lausanne 1960 First Set (TCB)
- 1960: Lausanne 1960 Second Set (TCB)
- 1960: Like Someone in Love (Blue Note)
- 1961: Roots and Herbs (Blue Note)
- 1961: Jazz Messengers (Impulse!)
- 1961: Mosaic (Blue Note)
- 1961: The Freedom Rider (Blue Note)
- 1961: The Witch Doctor (Blue Note)
- 1961: Buhaina's Delight (Blue Note)
- 1962: Three Blind Mice volumes 1 and 2 (Blue Note)
- 1962: Caravan (Original Jazz Classics)
- 1962: The African Beat (Blue Note)
- 1963: Ugetsu (Original Jazz Classics)
- 1963: A Jazz message (Impulse!)
- 1964: Free for All (Blue Note)
- 1964: Kyoto (Original Jazz Classics)
- 1964: Indestructible
- 1966: Buttercorn Lady (Limelight)
- 1973: Child's Dance (Prestige)
- 1973: Mission Eternal (Prestige)
- 1973: Buhaina (Prestige)
- 1977: In My Prime volume 1 (Timeless)
- 1978: In This Korner (Concord)
- 1981: In Sweden (Evidence)
- 1981: Straight Ahead (Concord)
- 1982: Keystone 3 (Concord)
- 1984: New York Scene (Concord)
- 1985: Live at Kimball's (Concord)
- 1988: Not Yet (Soul Note)
- 1988: I Get a Kick out of Bu (Soul Note)
- 1990: Chippin' In (Timeless)